# Pomiechówek
Pomiechówek – wieś w Polsce, położona w województwie mazowieckim, w powiecie nowodworskim, siedziba gminy Pomiechówek.
Administracyjnie na terenie wsi utworzono dwa sołectwa: Pomiechówek i Brody Brody-Parcele.
Do 1952 roku wieś była siedzibą gminy Pomiechowo. W latach 1975–1998 wieś administracyjnie należała do województwa warszawskiego.
Przez wieś przepływa rzeka Wkra. Znajduje tu się stacja kolejowa na linii Warszawa – Gdynia.

## Integralne części wsi
| SIMC    | Nazwa         | Rodzaj    |
| ------- | ------------- | --------- |
| 0006712 | Brody         | część wsi |
| 0006729 | Brody-Parcele | część wsi |

## Historia

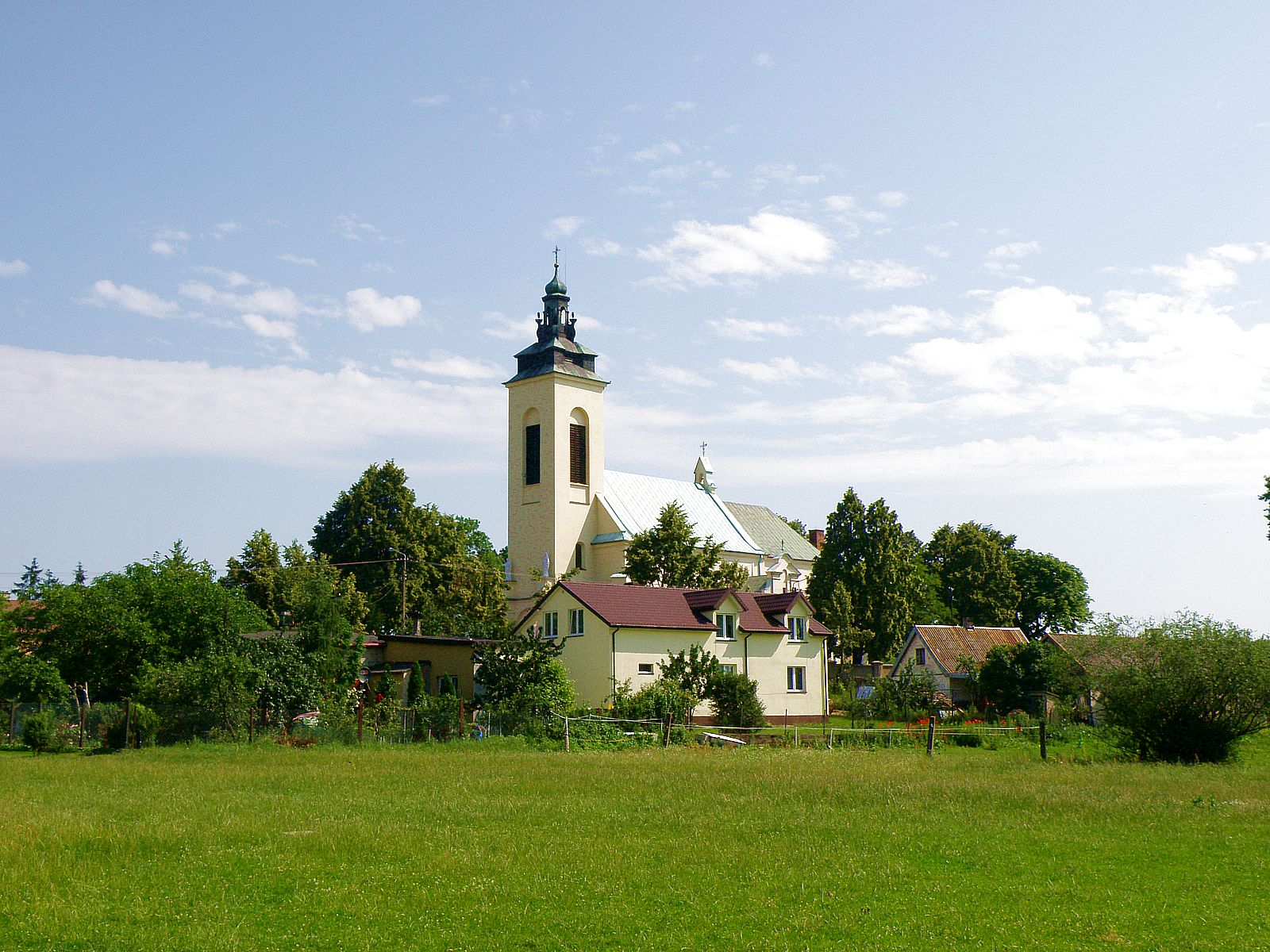
Kościół parafialny św. Anny w Pomiechowie pod który podlega Pomiechówek

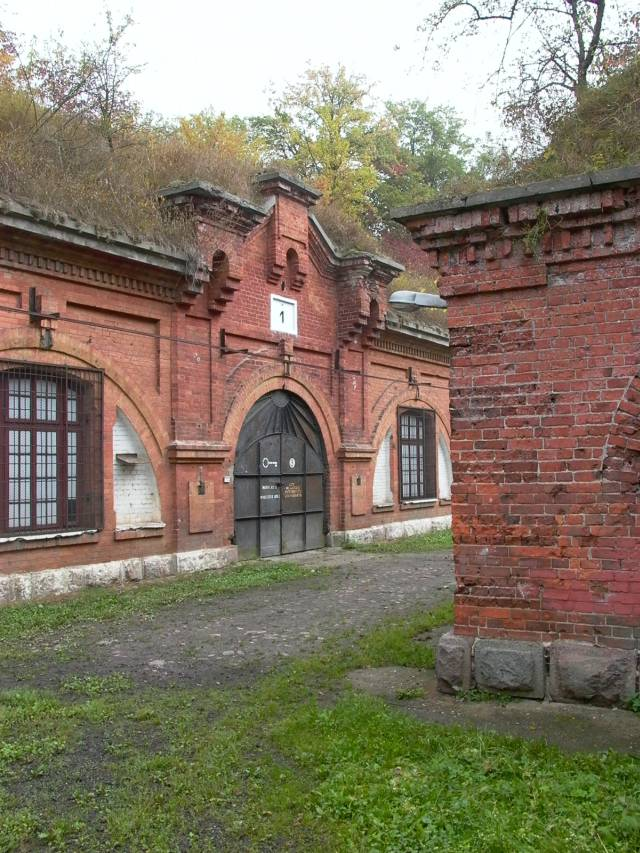
Fort Pomiechówek

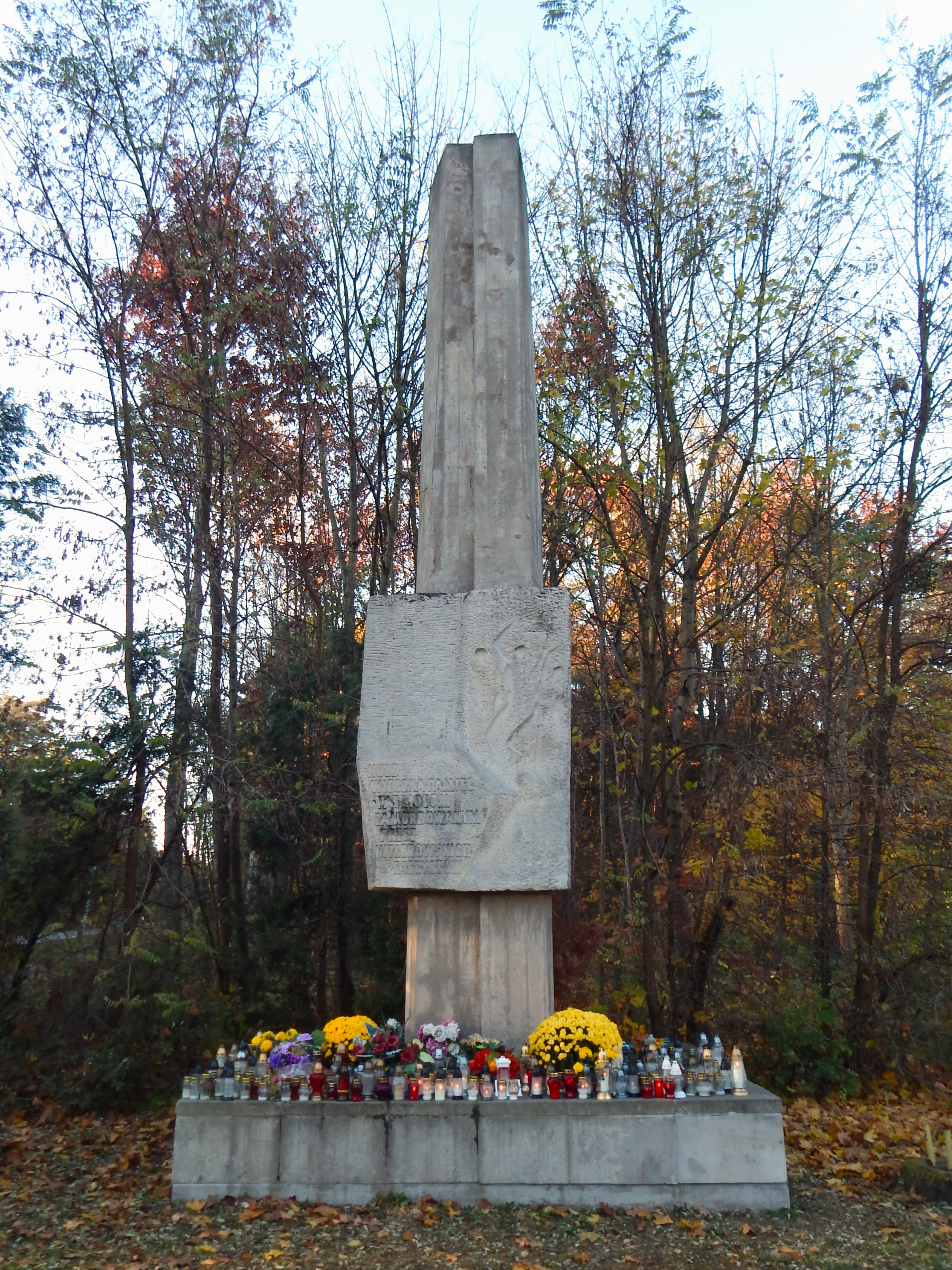
Pomnik zamordowanych przez hitlerowców w Forcie III w Pomiechówku

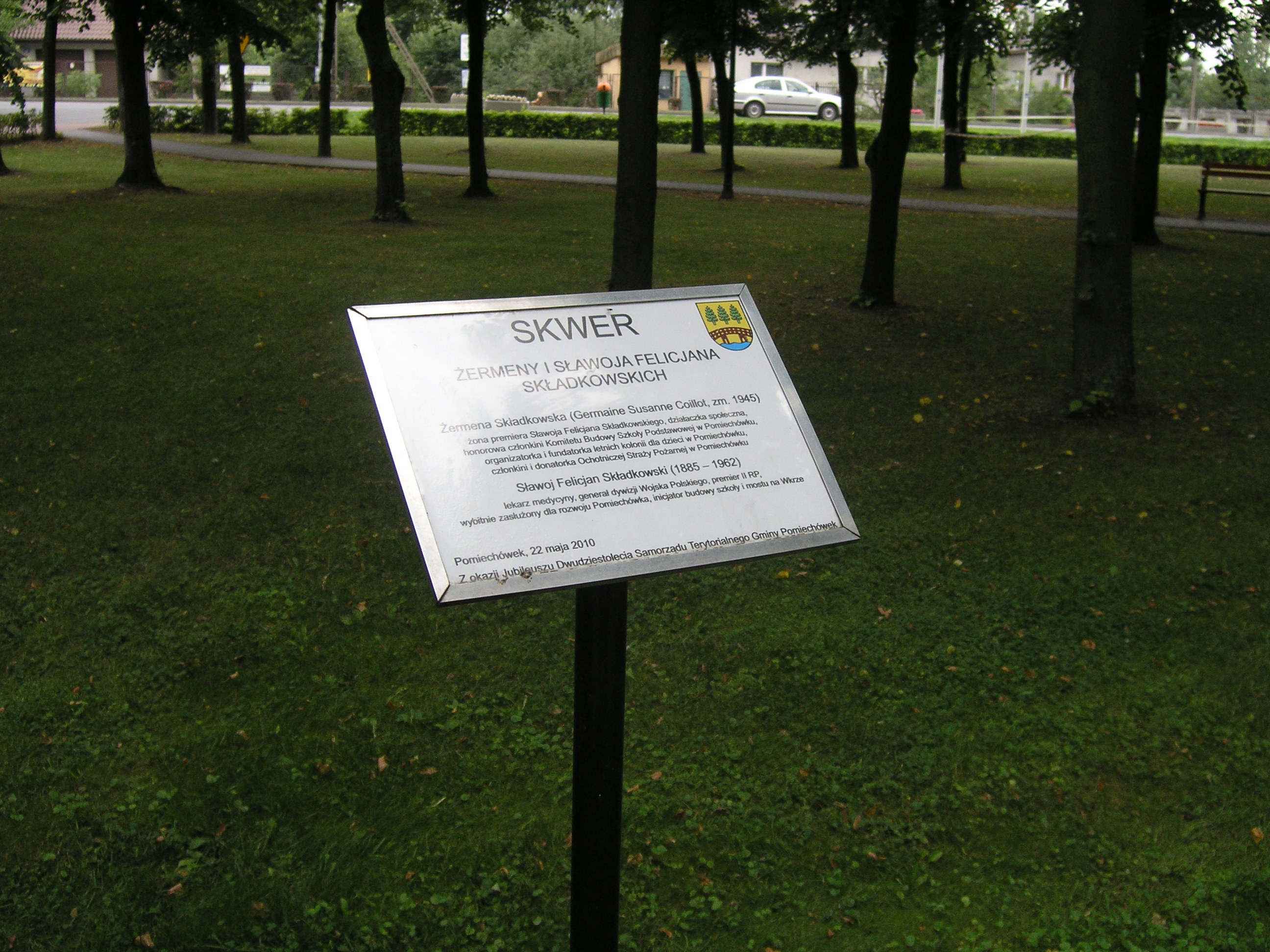
Tablica upamiętniająca Sławoja Felicjana i Żermenę (Germaine) Składkowskich

W okresie wpływów rzymskich w latach 50–150 n.e. przez Pomiechówek przebiegał jeden ze szlaków bursztynowych. Zapoczątkowanie osadnictwa grodowego na Mazowszu jest datowane ok. VI wieku n.e. Możliwe, że kiedyś na Księżej Górze, wzniesieniu niedaleko ujścia rzeki Wkry do Narwi, znajdował się gród słowiański, kontrolujący szlak, biegnący wzdłuż Narwi i Wisły oraz przeprawę przez Narew. Miejsce to było ważnym punktem strategicznym i handlowym, a w XV wieku mieściła się tutaj komora celna dla flisaków, płynących Narwią z Litwy i Bugiem z Rusi Czerwonej.
Najstarszą historycznie częścią Pomiechówka jest Pomiechowo, wymienione w źródłach jako Pomnychów (prawdopodobnie od imienia Pomian lub od miejsca pochówku – wczesnosłowiańskiego cmentarzyska, gdzie dziś znajduje się kościół). W 1065 roku Pomnychów został nadany zakonowi benedyktynów z Mogilna. W 1161 roku z okazji konsekracji kolegiaty w Łęczycy, książę Bolesław IV Kędzierzawy nadał wieś Pomiechowo klasztorowi kanoników regularnych laterańskich z Czerwińska. Opaci klasztoru w Czerwińsku na terenie diecezji płockiej założyli m.in. kościół w Pomnychowie, o czym świadczy dokument z 1254 roku. W XIV wieku Pomnychów wchodził w skład Distriktum Zakroczymskiego i był we władaniu książąt mazowieckich. W 1410 roku przez Pomnychów ciągnęły pod Grunwald wojska litewsko-ruskie i posiłki tatarskie. W XV wieku osadnictwo na brzegach Wkry, Wisły i Narwi było już bardzo rozwinięte, a co za tym idzie, znacznie zmniejszył się obszar puszcz. Opaci klasztoru czerwińskiego dążyli do włączenia lepiej uposażonych probostw w skład dóbr klasztornych, tworząc w nich prepozytury obsługiwane przez zakonników. W 1514 roku kościół świętych Piotra i Pawła w Pomnychowie również wcielono do uposażenia klasztoru. W XVI wieku rozwijały się szybko i bogaciły się. Przez Pomiechówek przebiegały dwa ważne szlaki: Zakroczym – Psucin – Nasielsk i Zakroczym – Pomiechówek – Serock – z przeprawą przez Wkrę w Szczypiornie.
W czasie potopu szwedzkiego (1655–1660) wojska szwedzkie założyły w Modlinie (6 km od Pomiechówka) obóz warowny, otoczony ziemnymi umocnieniami (tzw. Bukskansen), w którym przebywał król Karol X Gustaw. Około 150 lat później, w 1806 roku, w czasie kampanii napoleońskiej, okolice Pomiechówka, konkretnie łąki w dolinie Wkry i Narwi między Pomiechówkiem, Czarnowem, a Nowym Dworem Mazowieckim, były areną zaciętej bitwy pomiędzy wojskami francuskimi i rosyjskimi. Jedna z dużych bitew tej kampanii została stoczona w nocy przed Bożym Narodzeniem – 23 grudnia 1806 roku na łąkach w okolicy Czarnowa. Artyleria rosyjska znajdowała się na wzgórzach w okolicy Czarnowa, wzdłuż drogi Pomiechówek – Serock. Pomiechowo zostało zniszczone pożarem w wyniku działań wojennych. W kościele w Pomiechowie znajdował się szpital polowy armii francuskiej. Tereny obecnej miejscowości Brody-Parcele i Brody, które teraz są częścią Pomiechówka, na lewym brzegu Wkry nie były wtedy zamieszkane.
W latach 1807–1815 Pomiechówek był w granicach Księstwa Warszawskiego, a w latach 1815–1918 należał do Królestwa Polskiego, będąc częścią jednego z mniejszych województw, płockiego. Historia ma swoje odzwierciedlenie do dziś w ramach administracji kościelnej bowiem parafia pod wezwaniem św. Anny w Pomiechowie należy do diecezji płockiej. Najstarsze zachowane nagrobki pochodzą z czasów bitwy napoleońskiej pod Czarnowem w 1806 roku.
W okresie Księstwa Warszawskiego nastąpił rozwój gospodarczy terenów niedaleko Pomiechówka, związany z budową twierdzy w Modlinie. Od wiosny 1807 do lata 1812 roku, zbudowany został główny bastion fortyfikacji składający się z obwarowania głównego, trzech wysuniętych koron oraz umocnień na przedmościach kazuńskim, nowodworskim i Wyspie Szwedzkiej. Były to fortyfikacje ceglano-ziemne wznoszone według nowoczesnej na owe czasy francuskiej techniki wojennej. Herb Księstwa Warszawskiego przetrwał na murach twierdzy Modlin do XXI wieku. Autorem pierwszego projektu twierdzy był wybitny francuski inżynier, generał François de Chasseloup-Laubat. Do pracy przy wznoszeniu umocnień zatrudniono w roku 1812 oprócz rzemieślników także 10-12 tysięcy okolicznych chłopów.
Oblężenie Modlina przez wojska rosyjskie Iwana Paskiewicza rozpoczęło się 5 lutego 1813 roku. Twierdza Modlin wypełniła swoje zadanie, blokując na obszarze Księstwa Warszawskiego liczne oddziały rosyjskie, gdy główne wojska księstwa walczyły pod komendą ks. Józefa Poniatowskiego w Niemczech. Garnizon twierdzy tworzyły mieszane oddziały polskie, francuskie, saskie i wirtemberskie, dowodzone początkowo przez generała Franciszka Ksawerego Kosseckiego, a następnie przez generała Hermana Wilhelma Daendelsa. Modlina broniło 5230 żołnierzy, 261 oficerów i 120 dział. Obrona Modlina trwała nawet wtedy, gdy po klęsce Napoleona w „bitwie narodów” pod Lipskiem w październiku 1813 zgasły nadzieje na ofensywę francuską w kierunku wschodnim. Twierdza skapitulowała 1 grudnia 1813 roku, wobec wysokich strat (48,4% stanu osobowego), wyczerpania się amunicji i przeniesienia się operacji wojsk własnych za Ren.
29 listopada 1830 roku w Warszawie wybuchło powstanie listopadowe. Wojska rosyjskie pod wodzą marszałka Iwana Paskiewicza zdobyły Warszawę 8 września 1831 roku. Był to praktycznie koniec powstania listopadowego. Po klęsce Warszawy wojsko polskie wycofało się do Modlina i Zamościa. Do Modlina przeszło około 32 500 żołnierzy z 91 działami. 25 września 1831 roku Modlin został okrążony przez przeważające siły rosyjskie. Modlin pod dowództwem gen. Ledóchowskiego skapitulował 9 października 1831, a Zamość pod dowództwem gen. Krysińskiego 21 października 1831 roku. Grób dowódcy 4 pułku piechoty liniowej („czwartaków”) ppłk Kazimierza Majewskiego, który zmarł w Modlinie 12 września 1831 roku od ran poniesionych w obronie Warszawy, kiedy czwartacy wycofali się do Modlina, znajduje się w Pomiechówku.

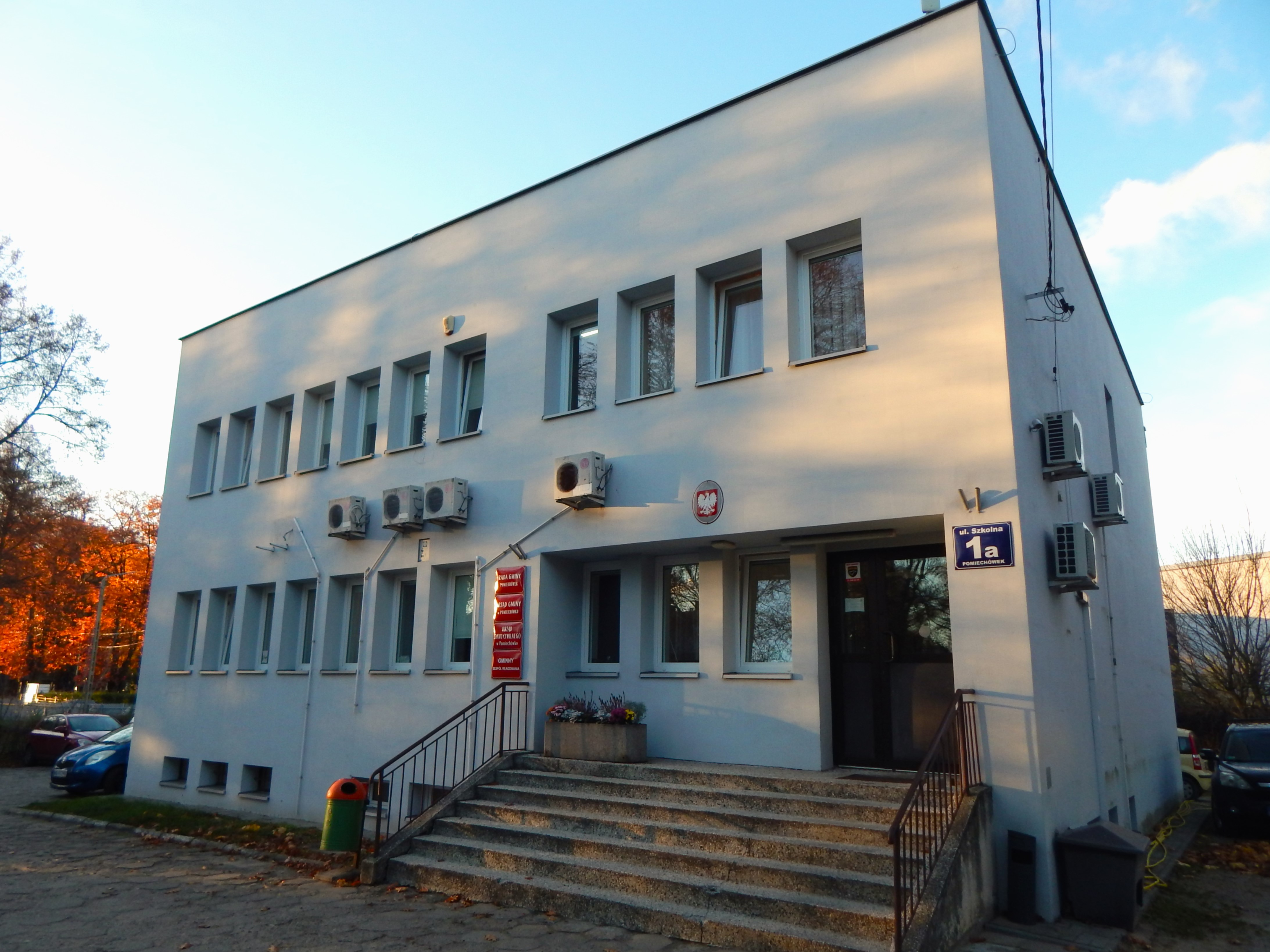
Urząd Gminy

Po upadku powstania w Warszawie 8 września 1831 roku, Sejm przeniósł siedzibę rządu do Zakroczymia. Chociaż rząd powstańczy urzędował w refektarzu klasztoru Kapucynów tylko przez kilka dni, od 11 do 20 września 1831 roku, to Zakroczym stracił prawa miejskie i został włączony do gminy Pomiechówek. W ten sposób Zakroczym dotknęły represje rosyjskie po powstaniu listopadowym. 
Po powstaniu listopadowym rząd carski, aby zapobiec w przyszłości potencjalnemu wsparciu powstańców przez okoliczną ludność, postanowił osiedlić kolonistów rosyjskich z guberni pskowskiej na terenie gminy Pomiechówek. W roku 1839 koloniści rosyjscy zostali osiedleni w Stanisławowie, wtedy zwanym Kolonią Aleksandryjską, Kosewku, Szczypiornie, Błędowie, Woli Błędowskiej i Nowym Modlinie.
Cerkiew prawosławna Św. Aleksandry męczennicy w Stanisławowie (Kolonii Aleksandryjskiej) została zbudowana w latach 1844–1846 według projektu Jana Jakuba Gaya. Na terenie twierdzy Modlin była jeszcze druga cerkiew św. Jerzego, wyświęcona 7 lipca 1837 roku. W 1884 cerkiew odwiedził car Aleksander III, a w roku 1889 car Mikołaj II. Wspólnota prawosławna w Stanisławowie liczyła wówczas ok. 1000 osób, głównie Rosjan. Cerkiew po przebudowie funkcjonuje w Stanisławowie do dziś. W Modlinie Nowym jest też do dziś cmentarz prawosławny.
Powstanie styczniowe wybuchło 22 stycznia 1863 roku. Ze względu na liczną obecność wojska w twierdzy Modlin działania powstańcze nie były prowadzone na terenie gminy Pomiechówek.
Znaczenie Pomiechówka wzrosło w związku z budową Kolei Nadwiślańskiej w latach 1874–1877. Koncesja na budowę została wydana 22 lutego 1874, a kolej została oficjalnie oddana do użytku 17 sierpnia 1877 roku. Była to 3 duża linia kolejowa w Królestwie Polskim, po Kolei Warszawsko-Wiedeńskiej i Warszawsko-Petersburskiej. Okoliczna ludność była zatrudniana przy budowie linii kolejowej i dużego mostu w Modlinie, wówczas jednego z większych na terenie Imperium Rosyjskiego, zyskała też na wykupie gruntów. Kolej łączyła Warszawę z Mławą i Prusami, stacja graniczna była wówczas w Mławie. Miała bardzo duże znaczenie strategiczne dla przemieszczania armii, handlu i rozwoju terenów zlokalizowanych w jej pobliżu. Stacje znajdowały się w Pomiechowie, Modlinie, Nowym Dworze, Jabłonnie i Nasielsku. Zbudowane zostały mosty – kolejowy i drogowy – na rzece Wkrze.
W latach 1883–1888 zbudowany został pierwszy pierścień fortów twierdzy Modlin, w tym największy fort III Pomiechówek. Fort ten miał własne połączenie kolejowe z twierdzą Modlin i majątkiem w Pomiechówku, na terenie którego była jednostka wojskowa. Lasy wokół Pomiechówka podzielone były na majoraty dla wysokich rangą wojskowych z Modlina, którzy lubili tu polować. W Pomiechówku ustanowiono nadleśnictwo.
W 1887 roku Pomiechowo należało do gmin średniej wielkości. Na terenie gminy było 456 domów i około 4500 mieszkańców. Obszar gminy wynosił 10 198 mórg. W gminie znajdował się kościół katolicki, cerkiew prawosławna w Stanisławowie, wówczas zwanym Kolonią Aleksandryjską na cześć cara, ewangelicki dom modlitwy, urząd leśny – nadleśnictwo, urząd gminy, sąd, stacja kolejowa. Działały także przedsiębiorstwa: fabryka zapałek, fabryka odlewów żelaznych Kopelmana w miejscowości Myza pod Zakroczymiem, jaka działała w latach 1861–1888 i produkowała pociski artyleryjskie, 2 cegielnie, jedna w Kosewie, młyn wodny z poziomym kołem w Kosewku i 5 wiatraków.

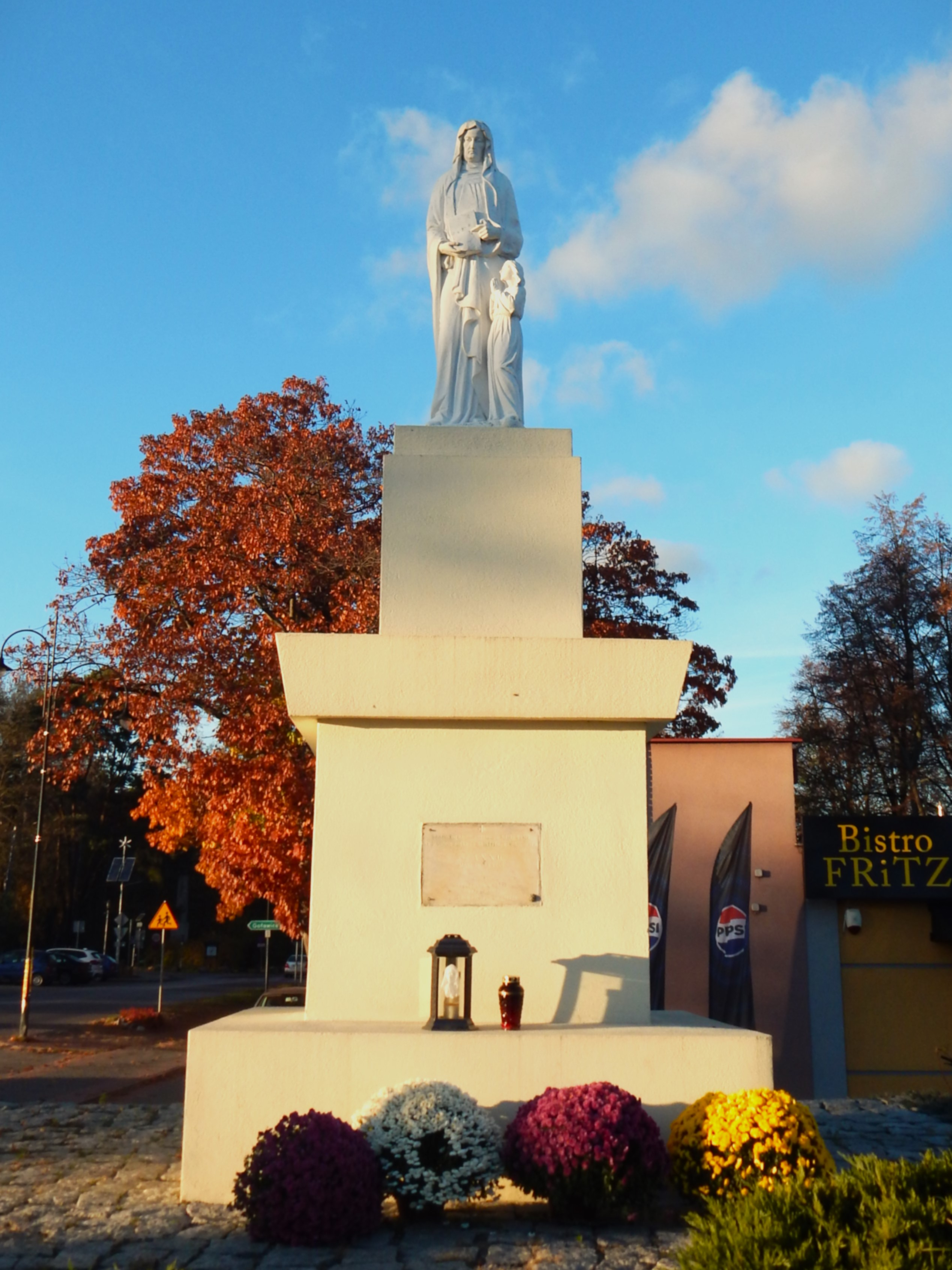
Pomnik św. Anny w Pomiechówku

Na terenie gminy działało 6 szkół i 11 karczem. W skład gminy wchodziły wtedy następujące wioski: Kolonia Aleksandryjska, Aleksandrowsk, Bronisławka, Brody – Cesarski dar, obecne Pomiechówek – Brody – Parcele, Brody, Budy, Czarnowo, Dmitriew, Falbogi Borowe, Gałachy, Głowaczyzna, Kosewo Polskie, Kosewo, Kikoły, Kosywek, Modlin Nowy, Modlin Stary, Myza, Orzechowo, Pomiechowo, Starostwo Zakroczym, Szczypiorno, Utrata, Wólka Kikolska, Grabowa, Zakroczym, Wójtostwo i Zakroczym Kępa. Jak wynika ze spisu, oprócz terenów, które po dziś dzień znajdują się na terenie gminy Pomiechówek, miała ona zdecydowanie większy zasięg terytorialny, obejmując na cały Modlin i Zakroczym.
Administracyjnie twierdza Modlin podlegała gminie Pomiechówek. W samym Pomiechowie według spisu powszechnego z roku 1887 była parafia, urząd gminy, szkoła, dwie karczmy, stacja kolei. W 51 domach mieszkało 422 mieszkańców. Parafia składała się wyłącznie z mniejszych właścicieli posiadających od kilku mórg do 3 włók ziemi. Należała jednak „do zamożniejszych w kraju dzięki oszczędności i pracy mieszkańców” – według Słownika geograficznego geograficzny Królestwa Polskiego wydanego w roku 1887.
Przed I wojną światową, w latach 1910–1914, wakacje w okolicach Pomiechówka spędzał Igor Newerly, syn kapitana 9 Estońskiego Pułku Piechoty armii rosyjskiej, Nikołaja Abramowa. Newerly opisał wakacje w Kosewku w swoich wspomnieniach „Spojrzenie zza rzeki”. 
Jak donosi pismo ilustrowane „Nowa Jutrzenka” numer 24 z 1912 oraz rosyjski „Ogoniok” numer 37 z roku 1911 na terenie gminy Pomiechowo w obecnym Stanisławowie – Kolonii Aleksandryjskiej zbudowany został w roku 1911 pomnik cara Aleksandra II z okazji 50 rocznicy zniesienia obowiązku odpracowania pańszczyzny i 30 rocznicy śmierci cara. Pomnik został zbudowany „przy szosie wiodącej ze stacji Modlin do Zakroczymia, w odległości wiorsty od stacji, a około 2 od fortecy”. Pomnik odsłonięto 30 sierpnia 1911 roku. Został on zniszczony przez Polaków w maju 1912 roku, niespełna rok po zbudowaniu. Brązowe popiersie cara zostało utopione w rzece.
W latach 1912–1914, z rozkazu rosyjskiego ministra wojny W.A. Suchomlinowa zostały w okolicy Pomiechówka zbudowane kolejne forty, należące do zewnętrznego pierścienia Twierdzy Modlin. W tym grupa fortowa Goławice – fort XIV, fort XV – najnowocześniejsza na owe czasy grupa fortowa Carski Dar w Brodach – Parcelach, umieszczona do obrony linii kolejowej do Mławy i Gdańska oraz fort XVI w Czarnowie wraz z dziełami pośrednimi i licznymi umocnieniami D-1, D-9. Do obrony linii kolejowej w rejonie grupy fortowej Carski Dar przeznaczony został pociąg pancerny. Rolą Twierdzy Modlin, jako najdalej na zachód wysuniętej twierdzy rosyjskiej, miała być samodzielna obrona, aż do nadejścia kontrofensywy własnej armii.

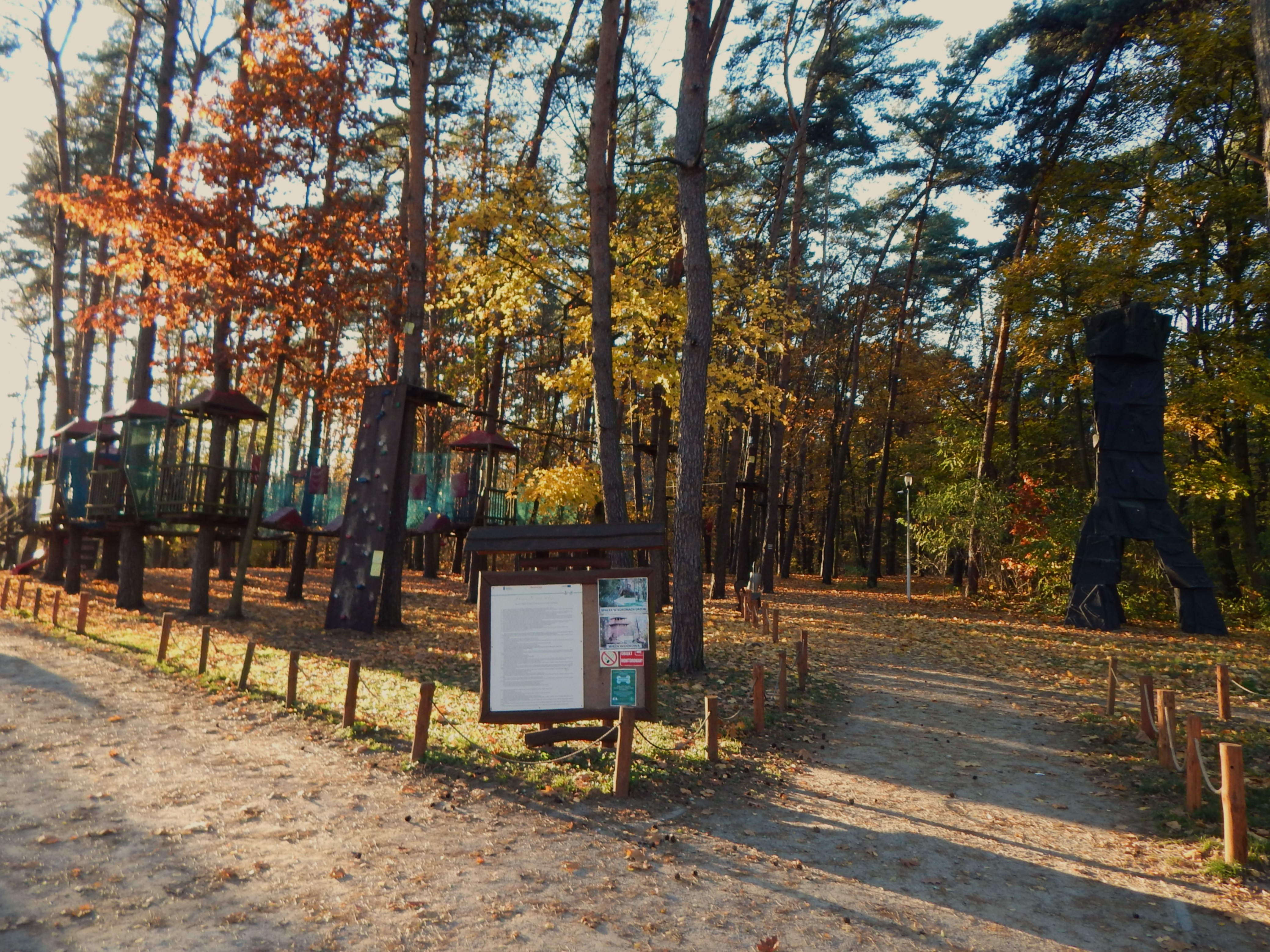
Park linowy w Pomiechówku

W czasie I wojny światowej, 5 sierpnia 1915 r., Rosjanie bez walki oddali Warszawę, a 8 sierpnia 1915 roku Prusacy przybyli w okolice Pomiechówka. Od 13 sierpnia 1915 roku forty grupy Carski Dar w Brodach Parcelach oraz fort XVI w Czarnowie były ostrzeliwane przez niemiecką artylerię. Główny atak nastąpił w kierunku Pomiechówka. Niemcom udało się 16 sierpnia 1915 roku zniszczyć punkt oporu rosyjskiego na prawym brzegu grupy Carski Dar – fort XVb. Dokonał tego, ponosząc ciężkie straty, 101 Saksoński Pułk Landswehry. Następnego dnia padł fort XV. Jednym z obrońców fortu był Polak, podporucznik Maliński, który zabarykadowany ze swoim oddziałem w schronie fortu XVa poddał się dopiero po wysadzeniu pancernych drzwi. Właściwy szturm twierdzy Modlin trwał zaledwie 7 dni. 19 sierpnia 1915 roku twierdza została zdobyta. Do niewoli pruskiej dostało się 105 000 ludzi. Wojskami pruskimi dowodził „zdobywca twierdz” generał Hans Hartwig von Beseler, późniejszy gubernator Warszawy. W Kikołach przy trasie do Serocka znajduje się niewielki niemiecki cmentarz wojenny z I wojny światowej. Obecnie nie ma na nim żadnej tablicy, ale podobno zawierał 17 mogił po 21 żołnierzy w każdej oraz groby kilku oficerów. Według relacji naocznych świadków Niemcy dbali o ten cmentarz podczas II wojny światowej.

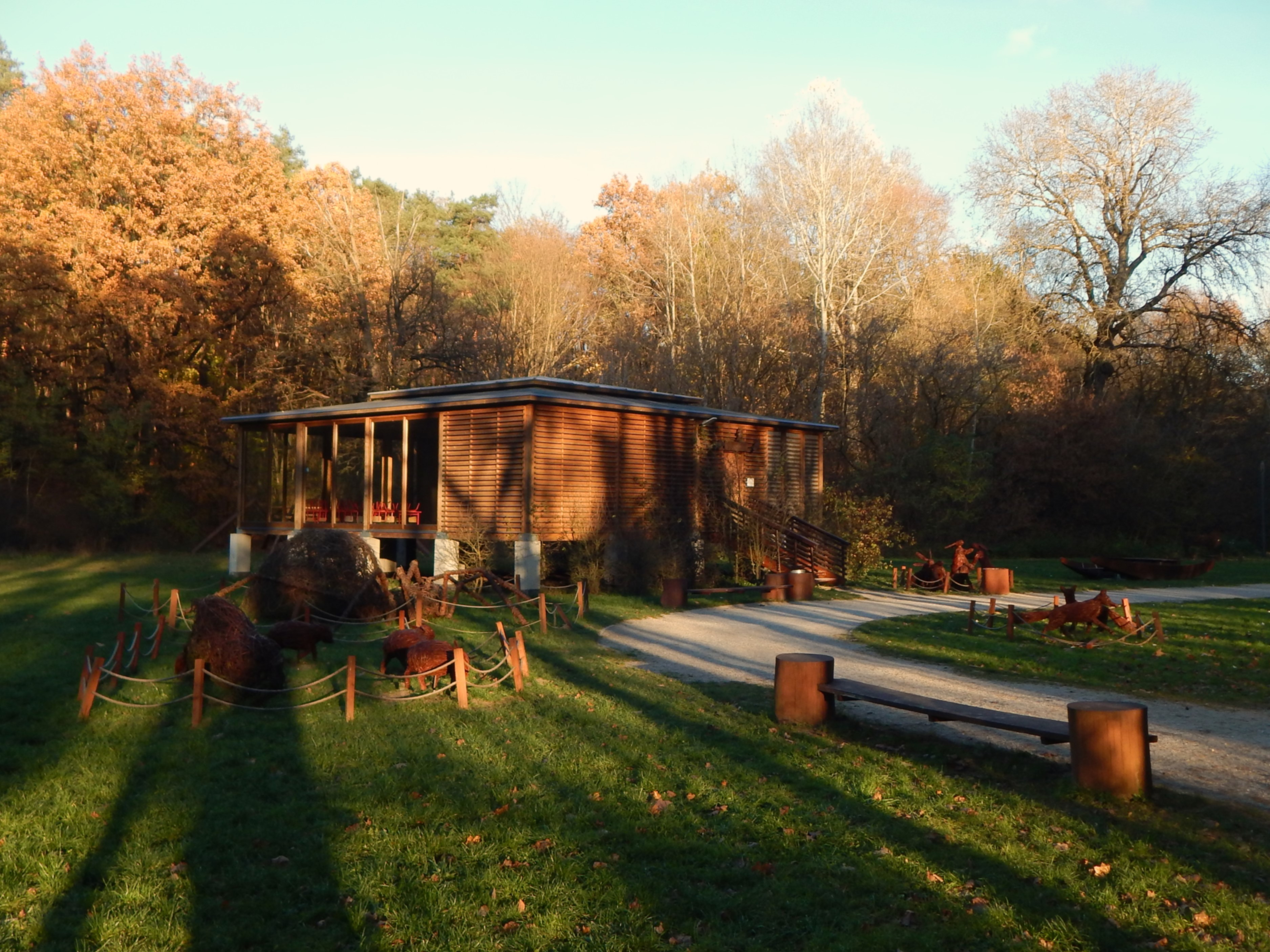
Park Dolina Wkry w Pomiechówku

Jednym z epizodów wojny polsko-rosyjskiej była bitwa nad Wkrą, która miała miejsce 15 sierpnia 1920 roku. Rosjanie zajęli jeden z fortów grupy Carski Dar, ale szybko zostali stamtąd wyparci przez oddziały polskie. Bitwa ponownie rozegrała się na wysokości Grupy Fortowej „Carski Dar” XV Fortu oraz fortu XIV Goławice. Brała w niej udział 17 Dywizja Piechoty Wielkopolskiej pod dowództwem generała Aleksandra Osińskiego.
Od czasów Stanisława Augusta Pomiechówek był wsią królewską. Mógł z tego powodu liczyć na wiele przywilejów i łagodniejsze traktowanie włościan. Pod panowaniem rosyjskim został podzielony na tak zwane majoraty dla wysokich rangą oficerów i urzędników pobliskiej twierdzy. Carski Dar to nazwa dzielnicy Pomiechówka, Brody – Parcele, pod panowaniem rosyjskim. Car dał go w darze dla swoich zaufanych oficerów. Po odzyskaniu przez Polskę niepodległości 11 listopada 1918 roku, Carski Dar został upaństwowiony. Dawne carskie majoraty zostały przejęte przez polskich oficerów. Kolejna parcelacja państwowego majątku nastąpiła w wyniku przewrotu majowego w roku 1926. Na terenie dzielnicy Brody-Parcele, zasłużeni oficerowie otrzymywali działki po 4000 m². Powstawały wtedy okazałe wille letniskowe. Pomiechówek miał duże szanse na rozwój ze względu na znaczenie i status finansowy Wojska Polskiego, bliskość Warszawy i Modlina, dobrą komunikacje kolejową oraz popularną wówczas koncepcję tworzenia miast – ogrodów.
Pomiechówek był w latach 1926–1939 ulubionym miejscem wypoczynku premiera i ministra spraw wewnętrznych Felicjana Sławoja Składkowskiego, który posiadał majątek na terenie jednostki wojskowej. W latach 1935–1938, dzięki pomocy premiera i jego drugiej żony, Francuzki Germaine-Suzanne Coillot-Składkowskiej w Pomiechówku został wybudowany nowoczesny budynek szkoły. Premier wspierał lokalną straż pożarną, a jego żona organizowała festyny i opiekę dla dzieci.
Figura Św. Anny w Pomiechówku, patronki parafii, zlokalizowana na skrzyżowaniu ulic Nasielskiej i Modlińskiej, została ufundowana w roku 1938 staraniem generała Aleksandra Osińskiego, który był wtedy prezesem Polskiego Czerwonego Krzyża. Widnieje na niej napis autorstwa prezydenta RP Ignacego Mościckiego: „Dzieci, kochajcie i szanujcie Matki wasze. Miłością rosną i szlachetnieją wasze serca”.
Po klęsce Polski w wojnie obronnej we wrześniu 1939 Fort III w Pomiechówku pełnił funkcję więzienia dla obrońców Modlina i okolicznych placówek. Od lutego 1940 roku więzienie zostało przekształcone w obóz przesiedleńczy dla ludności Wielkopolski i Mazowsza. Następnie funkcjonował tu obóz – getto dla ludności żydowskiej z pobliskich miejscowości – Nowego Dworu Mazowieckiego, Płońska, Sierpca, Raciąża, Zakroczymia. Po zlikwidowaniu getta na rozkaz Ericha Kocha III Fort został przekształcony w więzienie policyjne, obóz karno–śledczy Rejencji Ciechanowskiej, w którym przeprowadzano masowe egzekucje. Zamordowani tam zostali m.in.: Adam Zygmunt Żyblewski, Wacław Jeżółkowski, Marceli Rzewnicki i Mieczysław Teodorczyk. O obozie w III Forcie, którego więźniami było blisko 100 tysięcy osób przypomina wzniesiony naprzeciw Szkoły Podstawowej przy ulicy Nasielskiej w 1972 roku pomnik Gustawa Zemły.
Okolice Pomiechówka były plenerami do wielu filmów, w tym do filmu Nigdy w życiu! według bestsellerowej powieści Katarzyny Grocholi. W latach 70. XX wieku w okolicach Pomiechówka powstało wiele ośrodków wypoczynkowych, m.in. Zacisze (ośrodek FSO). Były też ośrodki Ministerstwa Spraw Wewnętrznych i Najwyższej izby Kontroli.
1 stycznia 2012 roku granice Pomiechówka zostały powiększone o miejscowości Brody i Brody-Parcele. Urząd Gminy Pomiechówek znajduje się bowiem na terenie historycznej części miejscowości Brody-Parcele.

## Komunikacja

### Transport kolejowy

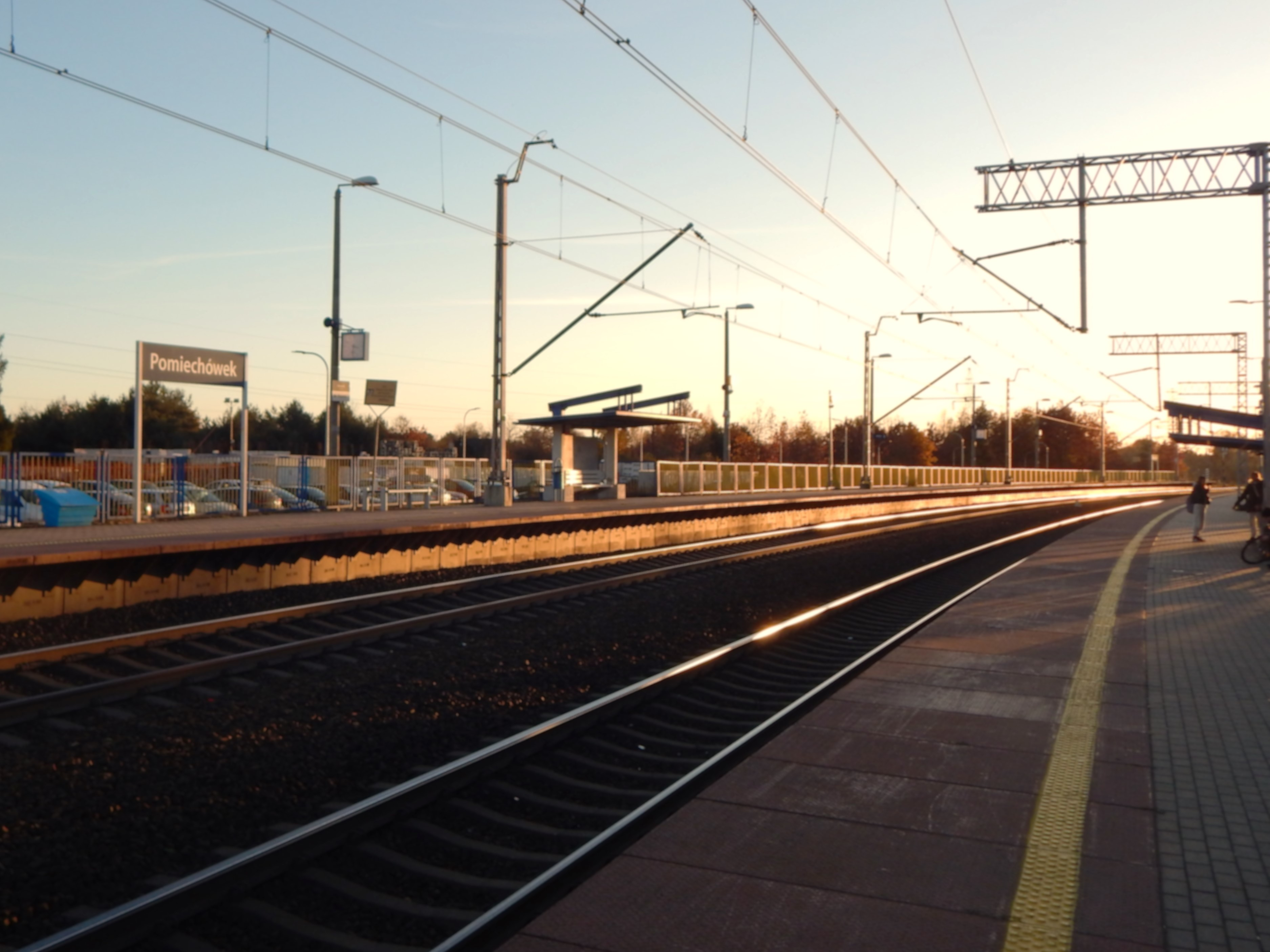
Przystanek kolejowy Pomiechówek

Miejscowość przecina linia kolejowa nr 9 Warszawa Wschodnia – Gdańsk Główny, łącząca Warszawę z Trójmiastem. Stacja w Pomiechówku została oddana do użytku w 1877 r. jako jeden z przystanków linii Kolei Nadwiślańskiej, budowanej w czasach Imperium Rosyjskiego. Obecnie w miejscowości znajduje się przystanek Pomiechówek, obsługujący połączenia Kolei Mazowieckich w stronę Warszawy oraz w stronę Działdowa. Pomiechówek jest dobrze skomunikowany ze stolicą, należy również z całym powiatem Nowodworskim do Aglomeracji Warszawskiej.

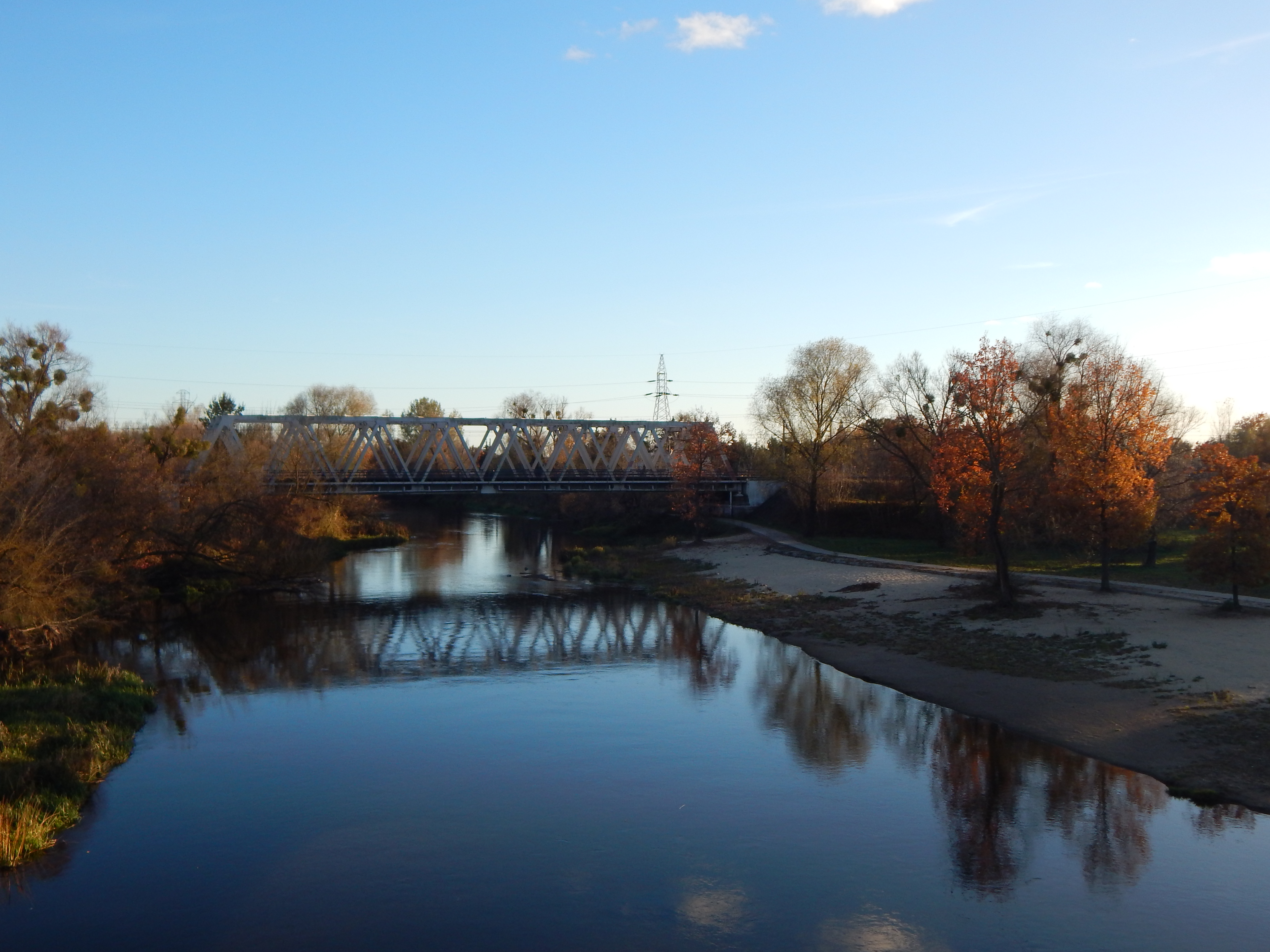
Most kolejowy nad Wkrą w Pomiechówku

Nad przepływającą miejscowość rzeką Wkrą znajduje się most kolejowy.

### Transport drogowy
Przez miejscowość przebiega droga krajowa nr 62.

### Komunikacja lokalna
Pomiechówek posiada dobrze rozwiniętą autobusową komunikację regionalną do pobliskich sołectw oraz do miasta powiatowego – Nowego Dworu Mazowieckiego. Z miejscowości odchodzi 9 linii autobusowych kursujących do różnych części gminy.
| Nr linii | Kurs                                                                                               |        |
| -------- | -------------------------------------------------------------------------------------------------- | ------ |
| I        | Stare Orzechowo - Zapiecki - Pomiechówek - Stanisławowo - Pomiechówek - Zapiecki - Stare Orzechowo | [ 12 ] |
| II       | Stare Orzechowo - Pomiechówek - Stanisławowo - Pomiechówek - Stare Orzechowo                       | [ 12 ] |
| III      | Stare Orzechowo - Pomiechówek - Stare Orzechowo                                                    | [ 12 ] |
| IV       | Pomiechówek - Kosewko - Błędowo - Błędówko - Śniadówko - Kosewko - Pomiechówek                     | [ 12 ] |
| V        | Pomiechówek - Kosewko - Błędowo - Błędówko - Śniadówko - Kosewko - Pomiechowo - Pomiechówek        | [ 12 ] |
| VI       | Pomiechówek - Goławice Drugie - Goławice Pierwsze - Pomiechówek                                    | [ 12 ] |
| VII      | Pomiechówek - Goławice Drugie - Goławice Pierwsze - Pomiechowo - Pomiechówek                       | [ 12 ] |
| VIII     | Pomiechówek - Wymysły - Pomiechówek                                                                | [ 12 ] |
| IX       | Pomiechówek PKP - Ośrodek Zdrowia ul. Słoneczna - Pomiechówek PKP                                  | [ 12 ] |

## Osoby związane z Pomiechówkiem
- Stanisław Bareja – polski reżyser i scenarzysta filmowy
- Igor Newerly – polski pisarz i pedagog
- Felicjan Sławoj Składkowski – polski premier i generał

## Gminy Partnerskie
- Antrodoco